# Gustavo Scagliarini
Gustavo Scagliarini (Roma, 20 novembre 1924 – ...) è stato un calciatore italiano, di ruolo attaccante.

## Carriera
Cresciuto nella Lazio, dopo aver militato nell'Alba Roma ed Ala Italiana nel periodo bellico, realizza 163 presenze e 61 reti in Serie B con Reggiana, Marzotto Valdagno e Treviso.